# ユリア・バイチェバ
ユリア・バイチェバ（英語：Julia Baicheva、1972年2月12日 - ）は、ブルガリアの元新体操選手。

## 人物
女王ビアンカ・パノバ、アドリアナ・ドナフスカの引退後、ブルガリアの新体操のエースとして期待された逸材で、優雅な演技の中にスピーディーな種具操作をこなす演技が魅力的であった。
当時新体操界をリードしていたソ連のアレクサンドラ・ティモシェンコ、オクサナ・スカルディーナと対等に渡り合い、1990年、欧州選手権大会では個人総合優勝を飾っている。
一度の引退を挟み、1993年の世界新体操選手権で復帰、個人総合9位となる。

## 略歴
- 1989年、世界新体操選手権大会、（個人総合予選6位）。
- 1990年、欧州選手権大会（イェーテボリ、スウェーデン）（個人総合1位）。
- 1993年、世界新体操選手権大会、（個人総合9位）。